# Zhang Chenglong
Zhang Chenglong (en chino, 张成龙; pinyin, Zhāng Chénglóng; nacido el 12 de mayo de 1989) es un gimnasta chino. Ha obtenido múltiples medallas en las competiciones por equipos en los Campeonatos Mundiales de Gimnasia Artística de 2010, 2011 y 2014, así como en los Juegos Olímpicos de Londres 2012.
En Río de Janeiro 2016, China acabó en segundo lugar en la final por equipos. Individualmente, en el Campeonato Mundial de Gimnasia Artística de 2010, Chenglong se convirtió en campeón mundial de barra fija. Sin embargo, al año siguiente, perdió el título ante su compatriota Zou Kai. También en Tokio consiguió la plata en las barras paralelas.